# 刁姓
刁姓在《百家姓》中排名第148位。
2023年中華民國內政部姓名統計分析 （页面存档备份，存于）中，刁姓在台灣排名第238名，共1,151人。

## 起源
- 春秋時有雕國，子孫以國為氏，後簡化為刁姓。

## 遷徙
近代，闖關東，走西口，刁氏有族人到東北三省和西北地區落戶。由於戰亂和移民，各支族人在遷徙過程中相互滲透，交叉流動，亦有回遷中共政權成立後，人口流動大，五湖四海均有族人入居。亦有到港台海外謀生發展。
截至2016年1月，刁姓在當今姓氏排行榜上名列第二百四十五位，人口約三十六萬九千餘，佔大陸地區人口總數的0.023%左右。

## 郡望
- 弘农郡

## 堂號
- 弘农堂
- 渤海堂
- 河西堂
- 上郡堂
- 藏春堂

## 外部連結
[在维基数据编辑]
 《百家姓》
 《欽定古今圖書集成·明倫彙編·氏族典·刁姓部》，出自陈梦雷《古今圖書集成》